# Давид ди Донателло 2019
64-я ежегодная церемония вручения премии «Давид ди Донателло» итальянской Академии итальянского кино за достижения в итальянском кинематографе за 2018 год состоялась 27 марта 2019 в Риме, Италия.

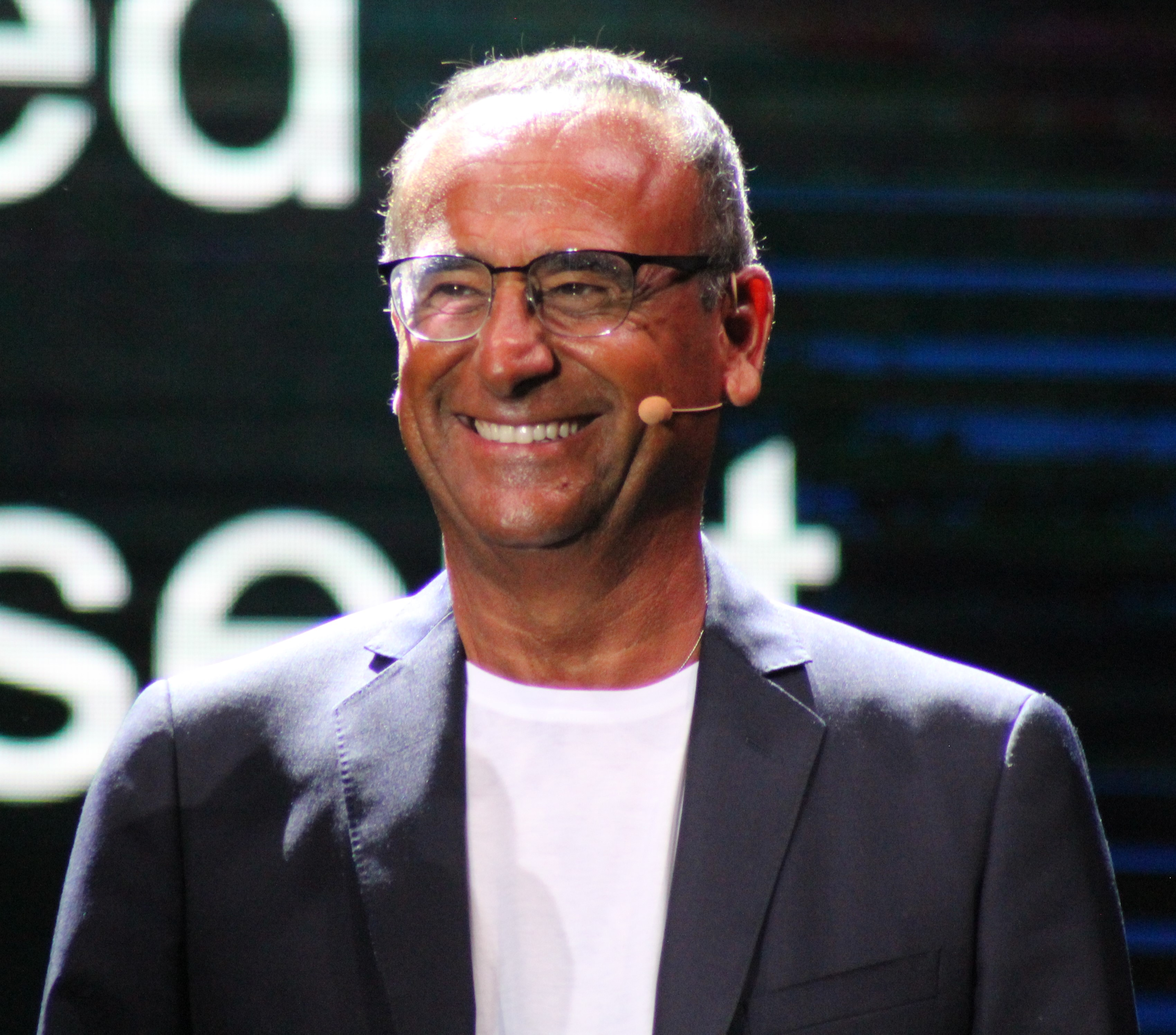
Карло Конти ведущий церемонии.

Прямая трансляция в прайм-тайм на Rai 1, ведущим вечера был Карло Конти.
В 2019 году, было изменено вручение наград. Среди многочисленных нововведений — новое жюри и другая система голосования; новые правила приёма фильмов, способствующие присуждению призов.
Номинации были объявлены 19 февраля 2019 года.
Фильмы, которые получили большинство номинаций были: Догмэн — 14, Революция на Капри — 13, Назови меня своим именем и Лоро — 12.

## Победители и кандидаты
Победители выделены жирным шрифтом, за которыми следуют кандидаты.

### Лучший фильм
- Догмэн, режиссёр Маттео Гарроне
- Назови меня своим именем, режиссёр Лука Гуаданьино
- Эйфория, режиссёр Валерия Голино
- Счастливый Лазарь, режиссёр Аличе Рорвахер
- На моей коже, режиссёр Алессио Кремонини

### Лучший режиссёр
- Маттео Гарроне — Догмэн
- Марио Мартоне — Революция на Капри
- Лука Гуаданьино — Назови меня своим именем
- Валерия Голино — Эйфория
- Аличе Рорвахер — Счастливый Лазарь

### Лучший режиссёрский дебют
- Алессио Кремонини — На моей коже
- Лука Факкини — Fabrizio De André — Principe libero
- Симон Спада — Отель «Гагарин»
- Фабио Роберто Д’Инноченцо и Дамиано Д’Инноченцо —  Один шанс на всю жизнь
- Валерио Мастандреа — Она смеётся

### Лучший оригинальный сценарий
- Уго Кити, Массимо Гаудиозо, Маттео Гарроне — Догмэн
- Франческа Марчано, Валиа Сантелла, Валерия Голино — Эйфория
- Фабио Роберто Д’Инноченцо и Дамиано Д’Инноченцо — Один шанс на всю жизнь
- Аличе Рорвахер — Счастливый Лазарь
- Алессио Кремонини, Лиза Нур Султан — На моей коже

### Лучший адаптированный сценарий
- Лука Гуаданьино,  Уолтер Фазано, Джеймс Айвори — Назови меня своим именем
- Стефен Амидон, Франческа Аркибуджи, Паоло Вирдзи, Франческо Пикколо — В поисках праздника
- Стефано Мордини, Массимилиано Катони — Невидимый свидетель
- Zerocalcare, Оскар Глиоти, Валерио Мастандреа, Джонни Паломба — Предсказание броненосца
- Лука Миньеро, Никола Гуальяноне[итал.] — Я вернулся

### Лучший продюсер
- Cinemaundici, Lucky Red — На моей коже
- Ховард Розенман, Питер Спирс, Лука Гуаданьино, Эмили Жорж, Родриго Тейшейра, Марко Морабито, Джеймс Айвори — Назови меня своим именем
- Archimede, Rai Cinema, Le Pacte — Догмэн
- Агостино Сакка, Мария Грация Сакка и Джузеппе Сакка за Pepito Produzioni, с Rai Cinema — Один шанс на всю жизнь
- Карло Кресто-Дина за Tempesta с Rai Cinema в совместном производстве с Amka Films Productions, Ad Vitam Production, KNM, Pola Pandora — Счастливый Лазарь

### Лучшая актриса
- Елена София Риччи — Лоро
- Марианна Фонтана — Революция на Капри
- Пина Турко — Порок надежды
- Альба Рорвахер — Благодать Люсии
- Анна Фольетта — Если жизнь подкидывает тебе проблем

### Лучший актёр
- Алессандро Борги — На моей коже
- Марчелло Фонте — Догмэн
- Риккардо Скамарчо — Эйфория
- Лука Маринелли — Fabrizio De André — Principe libero
- Тони Сервилло — Лоро

### Лучшая женская роль второго плана
- Марина Конфалоне — Порок надежды
- Донателла Финокьяро — Революция на Капри
- Николетта Браски — Счастливый Лазарь
- Касия Смутняк — Лоро
- Жазмин Тринка — На моей коже

### Лучшая мужская роль второго плана
- Эдоардо Пеше — Догмэн
- Массимо Гини — Лучше дома места нет
- Валерио Мастандреа — Эйфория
- Эннио Фантастикини — Fabrizio De André — Principe libero
- Фабрицио Бентивольо — Лоро

### Лучший оператор
- Николай Брюэль — Догмэн
- Мишель Д'Аттанасио — Революция на Капри
- Сэйомбху Мукдипром — Назови меня своим именем
- Паоло Карнера — Один шанс на всю жизнь
- Элен Лувар — Счастливый Лазарь

### Лучшая музыка для фильма
- Apparat и Филипп Тимм — Революция на Капри
- Никола Пьовани — Лучше дома места нет
- Никола Тескари — Эйфория
- Леле Маркителли — Лоро
- Mokadelic — На моей коже

### Лучшая оригинальная песня
- Mystery of Love (музыка и текст Суфьян Стивенс, интерпретируется Суфьян Стивенс) — Назови меня своим именем
- L’invenzione di un poeta (музыка Никола Пьовани, текст Аиша Серами и Никола Пьовани, интерпретируется Tosca) — Лучше дома места нет
- Araceae (музыка Apparat и Филипп Тимм, текст Саймон Брэмбелл, интерпретируется Apparat) — Революция на Капри
- 'A speranza (музыка и текст Энцо Авитабиле, интерпретируется Энцо Авитабиле) — Порок надежды
- 'Na gelosia (музыка Леле Маркителли, текст Пеппе Сервилло, интерпретируется Тони Сервилло) — Лоро

### Лучшая художественная постановка
- Дмитрий Капуани — Догмэн
- Джанкарло Музелли — Революция на Капри
- Самюэль Деор — Назови меня своим именем
- Эмита Фригато — Счастливый Лазарь
- Стефания Челла — Лоро

### Лучший дизайн костюмов
- Урсула Патцак — Революция на Капри
- Джулия Пьерсанти — Назови меня своим именем
- Массимо Кантини Паррини — Догмэн
- Лоредана Бушеми — Счастливый Лазарь
- Карло Поджиоли — Лоро

### Лучший визаж
- Далия Колли и Лоренцо Тамбурини — Догмэн
- Алессандро Д'Анна — Революция на Капри
- Фернанда Перес — Назови меня своим именем
- Маурицио Сильви — Лоро
- Роберто Пасторе — На моей коже

### Лучшие причёски
- Альдо Синьоретти — Лоро
- Гаэтано Панико — Революция на Капри
- Маноло Гарсия — Назови меня своим именем
- Даниэла Тартари — Догмэн
- Массимо Гаттабруси — Мушкетёры. Неизвестная миссия

### Лучший монтаж
- Марко Сполетини — Догмэн
- Якопо Куадри, Натали Кристиани — Революция на Капри
- Уолтер Фазано — Назови меня своим именем
- Джоджо Франкини — Эйфория
- Кьяра Вулло — На моей коже

### Лучший звук
- Догмэн
- Революция на Капри
- Назови меня своим именем
- Счастливый Лазарь
- Лоро

### Лучший визуальные эффекты
- Виктор Перес — Невидимый мальчик: Второе поколение
- Sara Paesani e Rodolfo Migliari — Революция на Капри
- Rodolfo Migliari — Догмэн
- Rodolfo Migliari e Monica Galantucci — Бефана приходит ночью
- Simone Coco e James Woods — Лоро
- Giuseppe Squillaci — Микеланджело. Бесконечность

### Лучший документальный фильм
- Сантьяго, Италия, режиссёр Нанни Моретти
- Прощай, Сайгон!, режиссёр Вильма Лабате
- Фридкин: Невошедшее, режиссёр Франческо Зиппель
- Джулиан Шнабель: Частный портрет, режиссёр Паппи Корсикато
- La strada dei Samouni, режиссёр Стефано Савона

### Лучший иностранный фильм
- Рома, режиссёр Альфонсо Куарон[1]
- Богемская рапсодия, режиссёр Брайан Сингер
- Холодная война, режиссёр Павел Павликовский
- Призрачная нить, режиссёр Пол Томас Андерсон
- Три билборда на границе Эббинга, Миссури, режиссёр Мартин МакДона

### Лучший короткометражный фильм
- Frontiera, режиссёр Алессандро Ди Грегорио[1]
- Il nostro concerto, режиссёр Франческо Пирас
- Im Bären, режиссёр Лилиан Сассанелли
- Magic Alps, режиссёр Андреа Бруса и Марко Скотуцци
- Yousef, режиссёр Мухаммед Хоссамелдин

### Премия Давида Джовани
- На моей коже, режиссёр Алессио Кремонини
- Назови меня своим именем , режиссёр Лука Гуаданьино
- Догмэн, режиссёр Маттео Гарроне
- Эйфория, режиссёр Валерия Голино
- Мушкетёры. Неизвестная миссия, режиссёр Джованни Веронези

### David dello spettatore
- Лучше дома места нет, режиссёр Габриэле Муччино

### За жизненные достижения
- Тим Бёртон — за карьеру[4]
- Дарио Ардженто[5]
- Франческа Ло Скьяво[6]
- Ума Турман[7]